# Тукай (Менделеевский район)
Тукай (тат. Тукай)— деревня в Менделеевском районе Республики Татарстан. Входит в состав Псеевского сельского поселения.

## География
Находится в северо-восточной части Татарстана на расстоянии приблизительно 14 км на северо-восток по прямой от районного центра города Менделеевск.

## История
Основана в 1930-х годах. С момента образования находилась в Бондюжском районе. С 1 февраля 1963 г. – в Елабужском, с 15 августа 1985 г. в Менделеевском районах.
Ныне входит в состав Псеевского сельского поселения.

## Население
В деревне числилось в 1938 году — 217 человек, в 1949 — 248, в 1958 — 195, в 1970 — 110, в 1979 — 50, в 1989 — 26. Постоянное население составляло 19 человек (татары 100 %) в 2002 году, 15 — в 2010.

## Образование и культура
До 1967 г. в деревне работала начальная школа, после 1967 г. в здании был размещен клуб, разобран в 1995 г.

## Известные уроженцы
И.Х.Валеева (р. 1950) – биохимик, доктор биологических наук.